# Баранники
Баранники — колишнє село в Україні, у Кобеляцькому районі Полтавської області. Орган місцевого самоврядування — Шенгурівська сільська рада.
Хутір Бараники позначено на 3-версній карті 1860-70-х років. Інша частина майбутнього єдиного села - хутір Городинської.
1989 р. у селі мешкало бл. 30 осіб. Складалося з двох окремих частин - основної - колишнього давнього хутора Бараники та віддаленої західної, з хутірським плануванням - колишнього хутора Городинської.
Зняте з обліку Рішенням Полтавської обласної ради 2 квітня 1999 року.